# 誘惑 (1959年のテレビドラマ)
『誘惑』（ゆうわく）は、1959年5月20日から同年10月14日まで日本テレビ系列局で放送されていた日本テレビ製作のテレビドラマである。日本レイヨン（現・ユニチカ）の一社提供。全21話。放送時間は毎週水曜 19:30 - 20:00 （日本標準時）。

## キャスト
- 佐野周二
- 中原早苗
- 佐伯徹
- 千秋みつる
- 小林トシ子
- 舟橋元
- 大空眞弓
- 伊豆肇
- 浅沼創一
- 大川太郎
- 江川宇礼雄
- ほか

## スタッフ
- 原作：伊藤整（「誘惑」）
- 主な脚本：小森静雄
- 主な演出：河野和平
- 制作：NTV